# The Legend of Zelda (serie de televisión)
The Legend of Zelda es una serie animada estadounidense vagamente basada en la saga de videojuegos japoneses The Legend of Zelda para Nintendo Entertainment System. La trama sigue las aventuras de Link y la Princesa Zelda mientras defienden el reino de Hyrule de un mago maligno llamado Ganon. Se basa principalmente en el primer videojuego de la saga, The Legend of Zelda pero también incluye algunas referencias al segundo, Zelda II: The Adventure of Link. El programa fue producido por DiC Entertainment y distribuido por Viacom en asociación con Nintendo of America, Inc. Consta de 13 episodios que fueron emitidos por primera vez en Estados Unidos desde el 8 de septiembre de 1989 hasta el 1 de diciembre de 1989.

## Premisa
La secuencia de apertura da un vistazo rápido sobre la premisa de la serie: "Esta es la Trifuerza de la Sabiduría, Link. El mago maligno Ganon tiene la Trifuerza del Poder. ¡Quienquiera que posea ambas Trifuerzas gobernará esta tierra para siempre! ¡Tú debes ayudarme, Link!".
Cada episodio de The Legend of Zelda sigue las aventuras del héroe Link y la Princesa Zelda mientras defienden el reino Hyrule de un maligno hechicero llamado Ganon. La mayoría de los episodios consisten en Ganon (o sus esbirros) ya sea tratando de capturar la Trifuerza de la Sabiduría que Zelda posee, secuestrar a Zelda, o utilizar algún otro método para conquistar Hyrule. En algunos episodios, Link y Zelda son asistidos y acompañados por un hada princesa, Spryte. 
Una broma recurrente común dentro de la serie son las reiteradas fallas de Link en sus intentos por convencer a Zelda que él se merece un beso por sus acciones heroicas. Siempre que parece que están a punto de besarse, son interrumpidos. 
Zelda también tuvo un papel más protagónico en la serie que en los videojuegos, donde ella es solamente un personaje que el jugador debe rescatar. Aunque Link salva a Zelda en algunos episodios, a menudo ella pelea codo a codo junto con Link usando un arco y flechas. 
Link por lo general responde al rechazo obstinado de Zelda con su frase sarcástica: "¡Bien! discúlpame, princesa!" (en inglés; "Well! excuse me, princess!"), una parodia de la frase característica "Well! excuse me!" del actor Steve Martin). 
Se suponía que la serie continuaría pero fue cancelada junto con The Super Mario Bros. Super Show!. La serie es una de las seis únicas producciones en las que Link tiene diálogos, las otras son los videojuegos licenciados de la saga para CD-i, series manga, serie de historietas, algunos episodios de Captain N: The Game Master  y el videojuego The Legend of Zelda: The Wind Waker (solo la frase, "Come on!").

## Personajes
- Link: El diseño emula su sprite de videojuegos, lleva un sombrero largo verde con una franja verde más claro en todo el frente, tiene una cabellera negra nada particular a los juegos donde se puede ver con una cabellera color rubio, y una túnica verde con un cinturón marrón. Debajo de la túnica vestía una camisa de cuero marrón y pantalones largos y un par de botas altas de color marrón oscuro. Siempre llevaba su espada mágica con la que es capaz de disparar rayos de energía de color rosa para deshacerse de los enemigos. Él es un experto espadachín y un pensador rápido, pero demuestra una naturaleza infantil. A menudo trata evadir sus propias responsabilidades y termina en más problemas de los que predice. A pesar de sus defectos de carácter, tiene un corazón muy noble y tratara de hacer lo imposible por proteger a cualquiera, sobre todo a Zelda.

- Zelda: Tiene una apariencia más detallada que en sus apariciones anteriores de los videojuegos. Es igual de alta que Link, tiene un cabello rubio y largo hasta los hombros. Lleva un par de aretes orbe de color granate y una tiara azul en la cabeza. Su vestimenta consta de un chaleco azul y una camisa púrpura, algo fuera del "tradicional" papel de una princesa. Lleva un par de pantalones de lavanda y un par de botas rojizas. Su personalidad se encuentra en algún lugar entre presuntuosa y compasiva; ella moriría para proteger a su reino de cualquier daño. En armonía con la Trifuerza de la Sabiduría, ella es muy versada en su magia y puede ejercer su poder. También es muy hábil con el arco y el búmeran que utiliza en varias ocasiones. Ella ama a Link secretamente, aunque no se lo dice porque no quiere que se le suba a la cabeza.

- Spryte: Está modelada con base en las hadas genéricas del videojuego The Legend of Zelda. Viste una túnica corta y cabello corto de un color rubio arena (aunque de vez en cuando los fallos gráficos lo cambian a un color marrón más oscuro). Ella es algo insolente, rápida y llena de energía mágica. Su padre es el rey de las hadas y trabaja como asistente o agente de Zelda. Ella también tiene un enamoramiento con Link y es más obvia en cuanto ello, constantemente coquetea con Link quien usualmente intenta quitársela de encima debido a la atracción que siente por Zelda.

- King Harkanian: Es el padre de Zelda, el rey de todo Hyrule. Aunque nunca es visto en los juegos, se encuentra presente en la serie. Es un hombre alto, algo corpulento, con barba de color blanco nieve y una corona de oro. Algo tonto como padre, tiene una gran destreza para la inventiva, le es sumamente leal a su país y tiene una visión profunda de quienes lo rodean. Es un sabio gobernante, aunque olvidadizo y temeroso de Gannon, a diferencia de su hija, que está en constante lucha contra él. No tiene afinidad alguna para con la magia pero presenta tener habilidades diplomáticas superiores.

- Trifuerza de la Sabiduría: Un talismán triangular brillante de color verde, es más un objeto mágico que un personaje. Sus sabios consejos son a menudo revelados en forma de acertijos y rimas.

- Trifuerza del Poder: Tiene una voz masculina dominante, es más informal en sus expresiones a diferencia de la Trifuerza de la Sabiduría y tiende a dar ideas a Ganon sobre cómo conquistar Hyrule o para obtener la Trifuerza de la Sabiduría.

- Ganon: Es un enorme jabalí antropomórfico, antagonista principal de la serie. Utiliza una fuente inagotable de magia para que le ayude en sus intentos de derrocamiento del reino de Hyrule. Habiendo obtenido el poder de la teleportación instantánea, también posee el "Jarrón Maligno" con el que puede convocar y crear sus mortíferos siervos. Ganon tiene un mal temperamento, y sus planes son a menudo deficientes por la ineptitud de sus sirvientes. Tiene una voz muy aguda y chillona, además viste un conjunto de túnicas de color púrpura sobre su cuerpo; su capucha que se puede elevar también puede actuar como un disfraz para cuando debe pasar como incógnito. Sin embargo, sus poderes son limitados fuera de los dominios de su calabozo subterráneo, razón por la cual prefiere pasar más tiempo holgazaneando allí. Mientras se encuentra en la superficie, debe confiar plenamente en sus sirvientes para que realicen las tareas en su lugar.

## Actores de voz
- Jonathan Potts como  Link.
- Cyndy Preston como la Princesa Zelda.
- Len Carlson como Ganon y Moblins.
- Colin Fox como el rey Harkinian.
- Allan Stewart-Coates como la Trifuerza del Poder.
- Elizabeth Hanna como la Trifuerza de la Sabiduría.
- Paulina Gillis como Spryte y Sing.
- Don Francks Voces Adicionales.
- Marvin Goldhar Voces Adicionales.
- Christopher Ward Voces Adicionales.
- Hal Smith Voces Adicionales.